# April (Unternehmen)
Die April SA (Eigenschreibung: APRIL) mit Sitz in Lyon ist ein börsennotiertes französisches Unternehmen der Versicherungsbranche. Das Unternehmen bietet seinen Kunden und Partnern – Privatpersonen, Freiberuflern und Unternehmen – Angebote in den Bereichen Gesundheit und Vorsorge für Privatpersonen, Freiberufler und Kleinstunternehmen, Versicherung von Kreditnehmern, internationale Gesundheit, Nischenschäden und Vermögensverwaltung.
Der 1988 begründete Konzern beschäftigt über 2300 Mitarbeiter in 18 Ländern. Im Jahr 2021 betrug der Umsatz 544 Millionen Euro.

## Aktionärsstruktur
2019 gaben APRIL, Evolem und CVC Capital Partners den Abschluss einer Vereinbarung zur Übertragung der Evolem-Anteile (die 65,13 % des APRIL-Kapitals ausmachen) zugunsten von Andromeda Investissements bekannt, einer von CVC Capital Partners verwalteten Fonds kontrollierten Übernahmegesellschaft, an der Evolem und das Management von APRIL eine Minderheitsbeteiligung halten.
Im November 2022 gab der Konzern bekannt, dass er eine neue langfristige strategische Partnerschaft mit der internationalen Investmentgesellschaft KKR unterzeichnet hat. 

## April International GmbH
Im November 2022 hat die APRIL-Gruppe nach Deutschland expandiert und eine Niederlassung in Köln eröffnet. Die APRIL International GmbH bietet über ihr Vertriebspartnernetz internationale Krankenversicherungslösungen für deutsche Expats an, unabhängig von ihrem Zielland und der Dauer ihres Aufenthalts, ob Privatperson oder Unternehmen.